# Eishockey in Nordhorn
Eishockey wird in Nordhorn (Niedersachsen) auf überregionaler Ebene seit Ende der 1970er Jahre gespielt. Die Hochzeit des Sports in Nordhorn prägte der GEC Nordhorn, welcher zwischen 1997 und 1999 in der zweithöchsten deutschen Liga spielte.

## Geschichte

### EC Nordhorn
1976 stieg mit dem EC Nordhorn erstmals ein Verein aus Nordhorn ins höherklassige Eishockey auf. Bis 1983 spielte der Verein in der damals viertklassigen Regionalliga Nord und qualifizierte sich schließlich zur Saison 1983/84 für die Oberliga, welcher er bis zur Spielzeit 1990/91 angehörte. 1995 musste sich der EC Nordhorn jedoch aufgrund finanzieller Probleme auflösen.

### GEC Nordhorn
Zur Saison 1997/98 stieg der 1995 als Nachfolger gegründete GEC Nordhorn durch die Abschaffung der dritthöchsten Spielklasse im Norden direkt in die zweitklassige 1. Liga Nord auf. Im ersten Jahr konnte der GEC die Klasse halten und wurde damit Gründungsmitglied der neuen 2. Bundesliga, welche im Premierenjahr 1998/99 noch unter dem Namen Bundesliga geführt wurde. Während der Saison 1999/00 ging der GEC allerdings im November 1999 in Konkurs und stellte den Spielbetrieb ein.

### EC Euregio Nordhorn
Als Nachfolger wurde noch 1999 der Verein EC Euregio Nordhorn gegründet, der den Spielbetrieb anstelle der 1b-Mannschaft in der Saison 2000/01 in der Regionalliga Nord fortsetzte.

### EC Euregio Gronau-Nordhorn
Als zur Saison 2005/06 die Wiederzusammenführung der Regionalligen Nord und Ost zur Regionalliga Nord/Ost sowie die Einführung der Verbandsliga Nord/Ost als Ligenstufe darunter beschlossen wurde, beantragte der ECE wegen der aus Sicht des Vereins nicht finanzierbaren Teilnahme an beiden Ligen den Übertritt zum Landeseissportverband Nordrhein-Westfalen. Dieser Wechsel wurde dem ECE vom Landeseissportverband Niedersachsen allerdings nicht genehmigt.
Um sich dennoch dem nordrhein-westfälischen Verband anschließen zu können, beschlossen die Vereinsmitglieder am 20. Mai 2005, den Sitz des Vereins vom niedersächsischen Nordhorn in das nahegelegene nordrhein-westfälische Gronau zu verlegen und den Verein in EC Euregio Gronau-Nordhorn umzubenennen. Die Spiele fanden jedoch weiterhin in der Eissporthalle in Nordhorn statt.
Dieser Umzug hatte eine Einstufung der ersten Mannschaft im Landeseissportverband Nordrhein-Westfalen als neuer Verein zur Folge. Anstelle der eigentlich dafür vorgesehenen siebten Spielklasse konnte mit einer Ausnahmegenehmigung der Spielbetrieb in der sechsten Spielklasse aufgenommen werden.
Der ECE konnte in der Saison 2006/2007 den Titel Landesligameister NRW gewinnen. Die Erste Mannschaft spielte anschließend in der fünftklassigen Verbandsliga Nordrhein-Westfalen und später in der NRW-Liga.

### Grafschafter EC 2011
Im März 2011 gründete sich in der Tradition des GEC Nordhorn der Grafschafter Eishockey Club „Ritter“ 2011 e. V. Der Verein nahm unter dem traditionellen Namen GEC Ritter an der Regionalliga Nord 2011/12 teil. Da eine kommunale Sportförderung vonseiten der Stadt Nordhorn nur erfolgen konnte, wenn ein Verein sowohl Senioren- als auch Nachwuchsmannschaften hat, schloss der ECE Gronau-Nordhorn am 23. Juni 2011 bei außerordentlichen Mitgliederversammlungen der beiden Vereine dem GEC 2011 an. Wegen eines Formfehlers ist die Fusion nicht rechtswirksam, sodass der ECE zunächst weiterhin als Verein existierte.
Am 25. März 2012 konnten die GEC Ritter durch ein 7:3 im vorletzten Saisonspiel in Harsefeld die vorzeitige Meisterschaft in der Regionalliga Nord der Saison 2011/12 erringen. Nach dem Gewinn der Meisterschaft stiegen die Ritter in die Oberliga auf. Während der Spielzeit der Oberliga Nord 2014/15 wurde der Verein aufgrund eines Fremdantrags am 21. Januar 2015 unter vorläufige Insolvenzverwaltung gestellt. Die Saison wurde zu Ende gespielt. Am 7. April 2015 wurde das Insolvenzverfahren eröffnet. Am 24. Juli 2015 wurde das Insolvenzverfahren mangels Masse eingestellt.

### EC Nordhorn
Der Eishockey Club Nordhorn startete in der Saison 2015/16 mit drei Jugendmannschaften und einer Seniorenmannschaft. Die erste Mannschaft gewann in der Gruppe B der Landesliga Nord alle 12 Spiele und gewann die Landesligameisterschaft. Auch in der folgenden Saison konnte sich der Club den Meistertitel in der Verbandsliga sichern, so dass er ab der Saison 2017/18 in der Regionalliga Nord startete. Vor der Saison 2019/20 musste sich der Verein aus der Regionalliga zurückziehen, nachdem die Eishalle geschlossen worden war.

## Spielstätte
Ihre Heimspiele trugen die Nordhorner Mannschaften  in der Eissporthalle Nordhorn (auch Arena Nordhorn) aus, die 3.500 Zuschauer fasst. Im Mai 2015 wurde bekannt, dass die Eissporthalle zur Saison 2015/16 nicht mehr in Betrieb gehen sollte: Für die bestehende Kälteanlage wurde bei einer turnusmäßigen Überprüfung die Betriebserlaubnis verweigert. Nach einigen Umbaumaßnahmen wurde die Betriebsgenehmigung bis Ende 2017 verlängert.
Im Sommer 2017 übernahm die neu gegründete GEE (Grafschafter Eissport und Event GmbH) den Betrieb der Eissporthalle für zwei Jahre. Im Anschluss an diesen Probebetrieb sollte entschieden werden, ob die GEE die Halle auch weiterhin betreibt. Durch den Austausch der Kälteanlage, die anstelle von Ammoniak Salz-Lake zum Kühlen nutzt, konnte auch die Betriebsgenehmigung für diesen Zeitraum erteilt werden.
Im Spätsommer 2019 wurde die Eissporthalle vorerst aufgrund eines einsturzgefährdeten Daches geschlossen. Eine Bürgerinitiative kämpft für deren Erhalt. Ein Bürgerentscheid zur Sanierung der Eissporthalle fand am 21. März 2021 statt. Die Bürger stimmten der Renovierung der Halle mit einer Dreiviertel-Mehrheit zu. Aufgrund veränderter Rahmenbedingungen fand am 7. Mai 2023 ein erneuter Bürgerentscheid statt. Rund 72 % der Wähler sprachen sich gegen einen Neubau aus. Eine Sanierung stand bei dieser Wahl nicht mehr zur Debatte.

## Persönlichkeiten

### Bekannte (ehemalige) Trainer
- Rico Rossi
- Ireneusz Pacula
- Anton Weißgerber
- Heiko Niere

### Bekannte (ehemalige) Spieler
- Damian Adamus
- Vitalij Blank
- Sergejs Čudinovs
- Alexander Engel
- Dieter Frenzel
- Sven Gerike
- Ari Haanpää
- Brian Hannon
- Sergei Jewgenjewitsch Swjagin
- Jędrzej Kasperczyk
- Mike Millar
- Thomas Mitew
- Andreas Morczinietz
- Heiko Niere
- Martin Sekera
- Andrei Sergejewitsch Teljukin
- Christian von Trzcinski